# آلتامیرا (فیلم)
آلتامیرا (اسپانیایی: Altamira‎) فیلمی اسپانیایی به کارگردانی هیو هادسن است که در سال ۲۰۱۶ منتشر شد. سبک این فیلم زندگینامه‌ای و درام است.

## موضوع فیلم
این فیلم که بر اساس یک داستان واقعی ساخته شده، داستان باستان‌شناس آماتوری است که نقاشی‌های غار آلتامیرا را کشف می‌کند.